# End of an Era
End of an Era – album zespołu Nightwish zawierający materiały z koncertu z trasy promującej longplay - "Once" z października 2005. Był to ostatni koncert zespołu z wokalistką Tarją Turunen w składzie.

## Lista utworów
1. Intro: Red Warrior
2. Dark Chest Of Wonders
3. Planet Hell
4. Ever Dream
5. The Kinslayer
6. Phantom Of The Opera
7. The Siren
8. Sleeping Sun
9. High Hopes
10. Bless The Child
11. Wishmaster
12. Slaying The Dreamer
13. Kuolema Tekee Taiteilijan
14. Nemo
15. Ghost Love Score
16. Stone People
17. Creek Mary's Blood
18. Over The Hills And Far Away
19. Wish I Had An Angel
20. Outro: All Of Them

## Dodatkowe materiały na płycie
1. Film dokumentalny "The Day Before Tomorrow" ukazujący zespół na 15 dni przed wielkim koncertem.
2. Fotogaleria.